# Leucopis claripes
Leucopis claripes är en tvåvingeart som beskrevs av Tanasijtshuk 1979. Leucopis claripes ingår i släktet Leucopis och familjen markflugor. Inga underarter finns listade i Catalogue of Life.